# Girardot (Cojedes)
Girardot é um município da Venezuela localizado no estado de Cojedes.
A capital do município é a cidade de El Baúl.